# Ronny Jackson
Pour les articles homonymes, voir Jackson.
Ronny Lynn Jackson , né le 4 mai 1967 à Levelland (Texas), est un médecin et homme politique américain, capitaine de l'United States Navy. Il est élu du Texas à la Chambre des représentants des États-Unis depuis 2021.
Il est le médecin du président des États-Unis de 2013 à 2018, sous le mandat de Barack Obama et celui de Donald Trump.

## Biographie

### Jeunesse et carrière militaire
Ronny Jackson grandit à Levelland dans la Panhandle du Texas.
Le 28 mars 2018, Jackson est désigné par le président Donald Trump pour devenir secrétaire aux Anciens combattants. Une enquête du Sénat, qui doit valider sa nomination, révèle toutefois ses tendances à surprescrire des médicaments, et à boire dans le cadre professionnel. Après ces révélations, il annonce le 26 avril qu'il retire sa candidature à ce poste,. Il conteste cependant la véracité de ces informations,.
Bien qu'il ait quitté son poste de médecin du président lors de sa nomination comme secrétaire aux Anciens combattants, il continue de travailler dans l'unité médicale de la Maison-Blanche. En février 2019, il est nommé conseiller médical de Donald Trump. En décembre 2019, il quitte la Maison-Blanche et obtient sa retraite militaire avant que l'enquête sur ses pratiques professionnelles ne soit conclue. Il retourne alors vivre au Texas.
En 2021, une enquête de l'inspecteur général du ministère de la Défense a révélé que Jackson avait eu divers comportements inappropriés en tant qu'amiral. L'année suivante, l'United States Navy l'a rétrogradé rétroactivement au rang de capitaine. Jackson a continué à se présenter comme amiral jusqu'à ce que sa rétrogradation soit révélée en 2024.

### Carrière politique
Lors des élections de 2020, Jackson se présente à la Chambre des représentants des États-Unis dans le 13e district du Texas, une circonscription conservatrice qui s'étend de la Texas Panhandle aux banlieues de Fort Worth. Le républicain sortant, Mac Thornberry, ne se représente pas. Bien qu'il mette en avant sa proximité avec le président, il mène une campagne difficile. Lors du premier tour de la primaire républicaine, il réunit 20 % des voix et est distancé par Josh Winegarner, soutenu par Thornberry. Bénéficiant du soutien de Donald Trump entre les deux tours, Jackson remporte cependant le second tour de la primaire avec 55,6 % des suffrages.